# Привокзальний
Привокза́льний (рос. Привокзальный) — селище у складі Верхотурського міського округу Свердловської області.
Населення — 4035 осіб (2010, 6218 у 2002).
До 12 жовтня 2004 року селище мало статус селища міського типу.